# Pyrausta cingulata
Espèce
Pyrausta cingulata est une espèce de lépidoptères (papillons) de la famille des Crambidae et du genre Pyrausta.